# Charles Fortuné de Mazenod
Charles Fortuné de Mazenod (* 27. April 1749 in Aix-en-Provence; † 22. Februar 1840 in Marseille) war ein Bischof der römisch-katholischen Kirche.

## Leben
Fortuné de Mazenod wurde 1749 in Aix-en-Provence geboren. Er war der Onkel des hl. Eugen von Mazenod. Er studierte Theologie am Priesterseminar der Erzdiözese Aix, am Seminar St. Sulpice und an der Sorbonne in Paris. Am 6. April 1776 wurde er in Beauvais zum Priester geweiht. Noch in demselben Jahr wurde er Generalvikar von Glandèves und bald darauf Generalvikar von Aix. Im Zuge der Französischen Revolution musste er ins Exil fliehen. Sein Weg führte ihn nach Turin und von dort aus zusammen mit anderen Mitgliedern seiner Familie nach Venedig, Neapel und Palermo. Den Bischofssitz von Avignon lehnte er 1801 ab, um nicht verpflichtet zu sein, Napoleon den Treueid zu schwören. Als er 1817 von Ludwig XVIII. zum Bischof von Marseille ernannt wurde, brauchte es mehrere Briefe seines Neffen Eugen von Mazenod, um ihn davon zu überzeugen, dieses Amt anzunehmen. Er tat das schließlich, aber unter der Bedingung, dass Eugen von Mazenod und Henry Tempier Generalvikare von Marseille werden.
Von 1823 bis 1837 wirkte er als Bischof von Marseille, wobei sein besonderes Augenmerk auf der Ausbildung des Klerus lag. Die Leitung des diözesanen Seminars vertraute er der Gemeinschaft der Oblaten der makellosen Jungfrau Maria an. 1837 trat er von seinem Amt als Bischof zurück. Nachfolger wurde sein Neffe und bisheriger Generalvikar Eugen von Mazenod. Am 22. Februar 1840 starb Fortuné de Mazenod in Marseille, sein Grab befindet sich in der Krypta der Kathedrale von Marseille.